# Fibroza
Fibroza je patološko stanje koje se karakteriše pojačanim nakupljanjem viška vlaknastog vezivnog tkiva u organu ili tkivu u reparativnom ili reaktivnom procesu, kao odgovor na razna hronična oštećenja nekog organa.  Može biti reaktivno, benigno ili patološko stanje, ili fiziološki proces kao odgovor na oštećenje, i tada se zove ožiljačni prsten, a ako fibroza proizlazi iz jedne linije ćelija, zove se fibroma.

## Etiologija
Fiziološki, fibroza djeluje na stvaranje depozita vezivnog tkiva, koje može uništiti arhitekturu i funkciju osnovnog organa ili tkiva. Termin fibroza može se koristiti za opisivanje:
- patološkog stanja viška taloženja fibroznog tkiva,
- procesa taloženja vezivnog tkiva u procesu zarastanja.[5]

Fibroza definirana patološkom akumulacijom proteina vanćelijskog matriksa (ECM), fibroza rezultuje ožiljkom i zadebljanjem pogođenih tkiva, što je u suštini odgovor na proces preuveličanog zarastanja rana, koji ometa normalnu funkciju organa.

## Patofiziologija
Fibroza je slična procesu stvaranja ožiljaka, koji uključuju stimulaciju fibroblasta kojim se stvara vezivno tkivo, uključujući i kolagen i glikozaminoglikane. Proces se pokreće kada imune ćelije, kao što su makrofagi otpuštaju rastvorljive činioce (citokine) koji stimulišu fibroblaste.
Najbolje okarakterisan profibrozni posrednik je TGF beta, koji ispuštaju makrofagi, kao i oštećeno tkivo između površina, pod nazivom međuprostorna tečnost. Ostali topivi posrednika fibroze uključuju CTGF, trombocit-izvedeni faktor rasta (PDGF) i interleukin 4 (IL-4). Oni pokreću signalne puteve, kao što je AKT/mTOR i SMAD puteve koji na kraju dovode do umnožavanja i aktivacije fibroblasta, koji se deponuju u vanćelijskom matriksu u okolnom vezivnom tkivu. Ovaj proces regeneracije tkiva je složen, s uskom regulacijom sinteze ECM, i degradacijom koja osigurava održavanje normalne arhitekture tkiva. Čitav proces, međutim, ako je potrebno, može dovesti do progresivnog nepovratnog fibroznog odgovora, ako je povreda tkiva teška ili se ponavlja ili ako sam odgovor zarastanje rana postaje iregularan.

### Mogući uzroci
Do razvoja fibroze mogu dovesti brojni uzroci, kao što su: 
- virusi (hepatitis B i hepatitis C, virus humane imunodei cijencije),
- nasledne anomalije,
- metabolički poremećaji,
- toksinima uzrokovana oštećenja organa.[10][11][12]

U slučaju ireverzibilnog oštećenja organa fibroza se može povući, a u slučaju napredovanja fibroze mogu nastati difuzne dezorganizacije normalne strukture nekon organa uz pokušaj regeneracije. 

## Dijagnoza
Stepen fibroze na najdirektniji i najbolji način ukazuje na težinu oštećenja napadnutog organa, a uznapredovalost fibroze na prognozu bolesti. Prava procena nivoa oštećenja parenhima nekog organa i napredovanja bolesti omogućuje dobru klasifkaciju, izbor najprikladnije terapije, kao i za prognozu razvoja fibroze kod svakog pojedinačnog bolesnika.

## Terapija
Zasniva se na supresiji inflamatornog i ćelijskog odgovora, u cilju prevencije progresije ireverzibilne fibroze.
Terapija izbora su kortikosteroidi u visokim dozama u kombinaciji sa citostaticima.

## Spoljašnje veze
Mediji vezani za članak Fibroza na Vikimedijinoj ostavi

|  | Molimo Vas, obratite pažnju na važno upozorenje u vezi sa temama iz oblasti medicine (zdravlja). |